# スカイボード
スカイボード (Skyboard) はカイトで空へ昇るスポーツ。スカイスポーツとしては国際航空連盟用語でスカイボーディングと呼ぶ。
カイトで高度1000m程度まで上昇後に降下したらパラシュートで着地する。

## 航空法
人が搭乗する実機のスカイボードは、日本では航空法で規定された航空機であり、航空法の厳密な適用を受ける。